# Aframomum sulcatum
Aframomum sulcatum là một loài thực vật có hoa trong họ Gừng. Loài này được (Oliv. & D.Hanb. ex Baker) K.Schum. mô tả khoa học đầu tiên năm 1904.